# Verville-Sperry M-1 Messenger
El Sperry Messenger fue un biplano monoplaza estadounidense diseñado por Alfred V. Verville cuando trabajaba para la División de Ingeniería (Engineering Division) del Servicio Aéreo del Ejército de los Estados Unidos (USAAS), y construido bajo contrato por la Sperry Aircraft Company de Farmingdale (Nueva York). El avión fue designado más tarde como M-1 y MAT por el USAAS. Sperry produjo aproximadamente 50 unidades del Messenger y de la versión biplaza civil, el Sport Plane, entre 1920 y 1926. El avión fue el primero en realizar un contacto entre un avión y un dirigible en vuelo.

## Desarrollo
En 1921, Alfred V. Verville dirigió el diseño de la División de Ingeniería del USAAS de un biplano simple monoplaza para ser usado como avión mensajero y reemplazar a las motocicletas. El avión fue construido por la Sperry Aircraft Company como el Sperry Messenger. Era un biplano convencional con tren de aterrizaje fijo de patín de cola y un motor radial Lawrance L-4 de 45 kW (60 hp) montado en el morro. En 1924 se les dio a los aviones militares las designaciones del USAAS M-1, M-1A y MAT. Lawrence Sperry captó la atención cuando aterrizó su Messenger personal en frente del edificio del Capitolio y rebotó contra los peldaños delanteros en Washington D. C. También aterrizó con éxito su pequeño Messenger en el Lincoln Memorial. El prototipo fue usado por él mismo, que desapareció en 1923 en otro Messenger, cuando cruzaba el Canal de la Mancha desde Inglaterra a Francia.

En 1922, Lawrence convirtió el Messenger en un avión deportivo, uno que pudiera guardarse en un garaje ordinario y fuese fácil de volar. Lawrence demostró su nuevo logro de forma dramática. Enfadado porque el gobierno tardaba en pagar sus contratos, Lawrence repostó en avión y voló a Washington para darle un contundente golpe a la burocracia. Rodeando el Capitolio a ras de suelo para interrumpir al Congreso, aterrizó directamente en las escaleras del Capitolio e irrumpió en la oficina del Secretario Adjunto de la Armada.

|                                                    |
| Sperry aterrizando en el Capitolio estadounidense. |

|                                         |
| Tras aterrizar, frente a las escaleras. |

|                                          |
| Multitud reunida después del aterrizaje. |

## Historia operacional
El pequeño tamaño del Messenger, simple construcción y bajo coste lo hicieron ideal para la realización de pruebas y la experimentación. Además de sus tareas originales de comunicación, el Comité Asesor Nacional para la Aeronáutica (NACA) usó uno en sus pioneros programas de investigación aerodinámica de 1923 a 1929. Sperry modificó doce como Messenger Aerial Torpedo (MAT) controlados por radio, una de las primeras bombas volantes, y desarrolló el sistema para que un Messenger realizara el primer enganche y desenganche con éxito a un dirigible en diciembre de 1924. El 15 de diciembre, en Scott Field, Illinois, el Teniente Clyde Finter se enganchó en un trapecio instalado en un dirigible no rígido, el TC-3. En el Messenger, Finter permaneció unido brevemente mientras el dirigible realizaba un giro, luego se desenganchó y aterrizó el avión en el suelo.

## Variantes

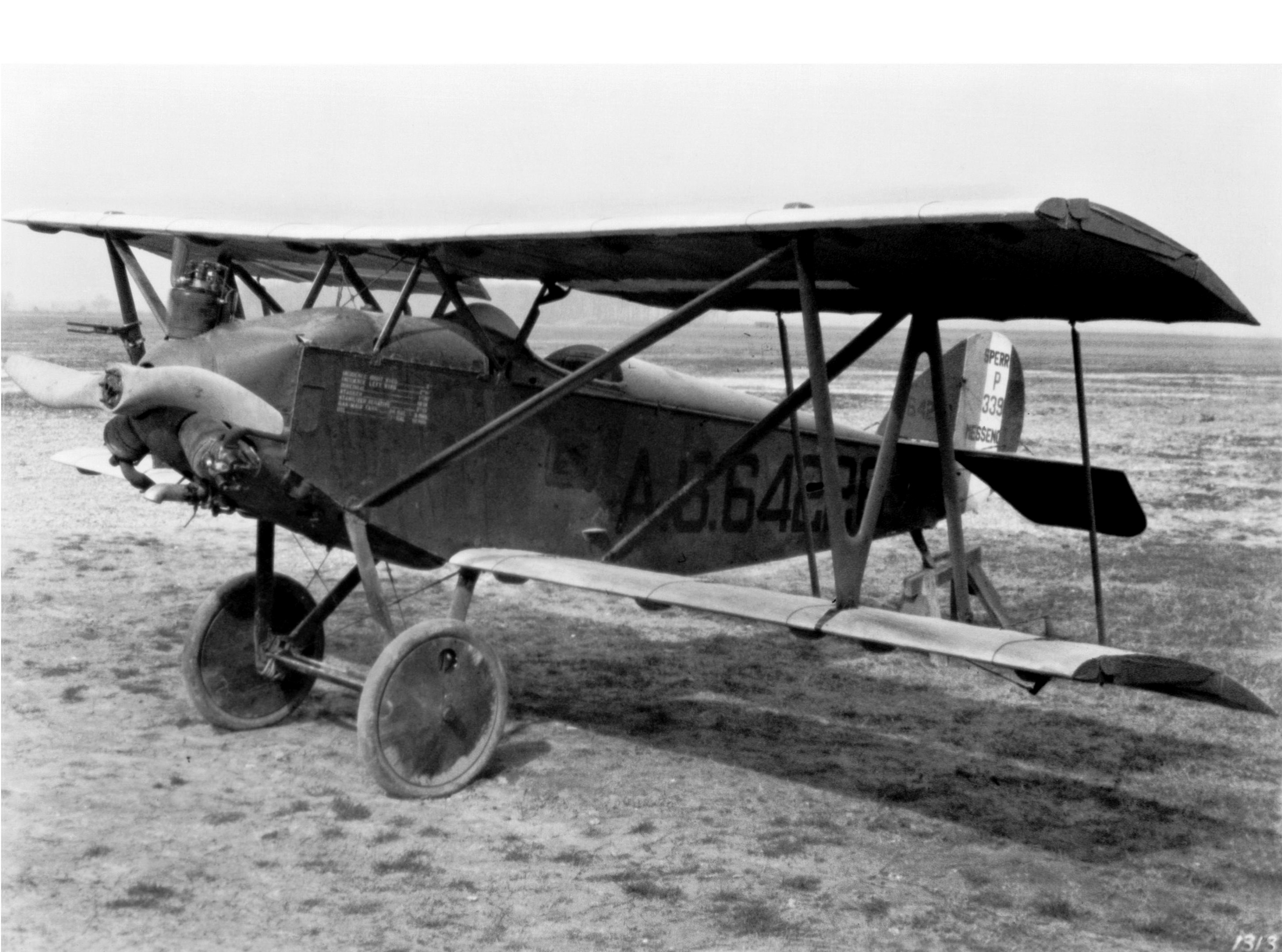
Un Sperry M-1 en NACA Langley, en 1926.

Messenger
Designación de Sperry, 42 construidos, más tarde designados por el USAAS como M-1, M-1A y MAT.
M-1
Messenger usados en tareas de comunicaciones, 26 construidos y conocidos en el USAAS como Verville-Sperry M-1.
M-1A
Messenger con capacidad de combustible aumentada, 16 construidos.
MAT
Messenger usados como torpedos aéreos (Messenger Aerial Torpedo), ocho conversiones.
Sport Plane
Versión deportiva civil biplaza, uno construido.

## Operadores
Estados Unidos
- Servicio Aéreo del Ejército de los Estados Unidos

## Especificaciones (M-1)

### Características generales
- Tripulación: Uno (piloto)
- Longitud: 5,4 m (17,7 ft)
- Envergadura: 6,1 m (20 ft)
- Altura: 2,1 m (6,8 ft)
- Superficie alar: 14,9 m² (160 ft²)
- Peso vacío: 283 kg (623,7 lb)
- Peso cargado: 391 kg (861,8 lb)
- Planta motriz: 1× motor radial de tres cilindros refrigerado por aire Lawrance L-4.
  - Potencia: 45 kW (62 HP; 61 CV)

### Rendimiento
- Velocidad máxima operativa (Vno): 156 km/h (97 MPH; 84 kt)
- Régimen de ascenso: 3,6 m/s (701 ft/min)

## Aeronaves relacionadas

### Secuencias de designación
- Secuencia M-_ (Mensajero del USAAS, 1919-1924): M-1

## Galería
|                                                |
| Foto de M-1 en el Steven F. Udvar-Hazy Center. |

|                                                                                                  |
| Foto de un M-1 siendo probado en el túnel de viento del Langley Research Center a mitad de 1927. |

|                    |
| Otra foto del LRC. |

|                                                 |
| Réplica de M-1 en el Cradle of Aviation Museum. |